# Teoria de la Continuïtat Paleolítica
La teoria de la continuïtat paleolítica (en italià: teoria della continuità), des del 2010 anomenada paradigma de la continuïtat paleolítica (PCT), és una hipòtesi que postula que el protoindoeuropeu es remunta al Paleolític superior, diversos mil·lennis abans del calcolític o del Neolític, la més antiga estimació en altres escenaris referits a l'origen protoindoeuropeu. Els seus principals defensors són Marcel Otte, Alexander Häusler i Mario Alinei. Alinei va avançar la teoria en la seva Origini delle Lingue d'Europa (Orígens de les llengües d'Europa), publicada en dos volums el 1996 i 2000.
El PCT postula que l'aparició de les llengües indoeuropees s'hauria de vincular amb l'arribada de l'homo sapiens a Europa i Àsia des de l'Àfrica en el Paleolític superior.
Avui dia aquesta hipòtesi, tot i reivindicada com a teoria, és marginal en el món acadèmic, que li dona poca credibilitat, perquè contradiu tant les dades arqueològiques com les lingüístiques i les paleogenètiques, totes les quals demostren la realitat històrica de les migracions indoeuropees massives i el fet objectiu de la substitució del món paleoeuropeu per part dels invasors, en part per destrucció, en part per absorció. A més a més, postula una estabilitat lingüística que no s'adiu amb els canvis que pateixen els idiomes ni avui dia ni en èpoques registrades.
Només hi ha un petit nucli d'erudits que donen suport a la teoria de la continuïtat paleolítica. Des de l'any 2004 s'agrupen en un web com a grup de treball (grup denominat com a "Comitè Científic" al lloc web). A més d'Alinei, els membres principals en són els lingüistes Xaverio Ballester (Universitat de València) i Francesco Benozzo (Universitat de Bolonya). També s'hi inclouen el prehistoriador Marcel Otte (Universitat de Lieja) i l'antropòleg Henry Harpending (Universitat d'Utah. D'aquests, Harpending traspassà el 2016, i Alinei el 2018.